# Trichosteleum asselii
Trichosteleum asselii är en bladmossart som beskrevs av Tixier in Bizot och Pierre Tixier 1987. Trichosteleum asselii ingår i släktet Trichosteleum och familjen Sematophyllaceae. Inga underarter finns listade i Catalogue of Life.